# 床鶴
床鶴（とこつる、1960年7月22日 - ）は、大相撲の元床山。本名は鍋島 光男（なべしま みつお）。長野県松本市出身。最終所属は音羽山部屋。最高位は特等床山。

## 人物
長野県出身の幕内格行司の木村筆之助の紹介で中学卒業後の1976年に君ヶ浜部屋に入門。力士志望だったが、体が小さかったため床山になった。君ヶ浜部屋の師匠の鶴ヶ嶺の四股名から「床鶴」と命名された。その後、所属は井筒部屋となり、鶴ヶ嶺の後を継いだ逆鉾が2019年に死去したため、一門の陸奥部屋所属となった。横綱鶴竜や関脇逸ノ城のマゲを結ったことがある。2023年12月、鶴竜改め24代音羽山の独立に同行し、音羽山部屋に転属した。2025年7月場所中に65歳の誕生日を迎えたため、同場所限りで日本相撲協会を停年（定年）退職した。
2024年6月18日、力士以外で相撲振興に寄与した人に与えられる「永楽相撲功労賞」を受賞。

## 履歴
- 1976年3月場所 - 採用。
- 1999年以前 - 二等床山。
- 2006年1月場所 - 一等床山に昇進。
- 2021年1月場所 - 特等床山に昇進。
- 2025年7月場所 - 停年退職。